# Baratang
Baratang è un'isola dell'arcipelago delle Andamane. Fa parte del distretto di Andaman Settentrionale e Centrale, appartenente al territorio indiano delle Andamane e Nicobare. L'isola si trova a 150 km a nord da Port Blair.

## Storia
Un altro nome dell'isole è Ranchiwalas, un nome che deriva dalla città di Ranchi. Alla fine del XIX secolo, Ranchi era soggetta a vari disordini politici. Molti abitanti cercarono rifugio in una conversione al cristianesimo, conversione fomentata dai missionari locali. Il governo britannico trasferì i neo-convertiti a Baratang per svilupparne l'agricoltura, creando il nucleo primitiva di abitanti di Ranchi.

## Geografia
L'isola fa parte della catena delle Grandi Andamane; con una superficie di 242,6 km², è una delle isole principali dell'arcipelago. Baratang si trova a sud di Andaman Centrale e a nord di Andaman Meridionale. L'isola è ricca di spiagge, cavene e baie di mangrovie. Le isole dell'arcipelago Ritchie si trovano a 14 km ad est.
Port Blair, la capitale del territorio delle Andamane e Nicobare si trova a circa 45 km dall'estremità meridionale dell'isola.
I vulcani di fango di Baratang sono gli unici del territorio indiano. Gli abitanti dell'isola li chiamano jalki. Questi vulcani entrano in eruzione sporadicamente. L'eruzione del 2005 è stata collegata al forte terremoto del 2004. Prima del 2005,  l'eruzione più importante datava del 18 febbraio 2003. Altri vulcani sono presenti nei pressi dell'isola: il vulcano di Barren Island che è l'unico vulcano attivo dell'Asia Meridionale, ed il Narcondam.

## Amministrazione
Politicamente, Baratang è parte di Rangat Taluk.

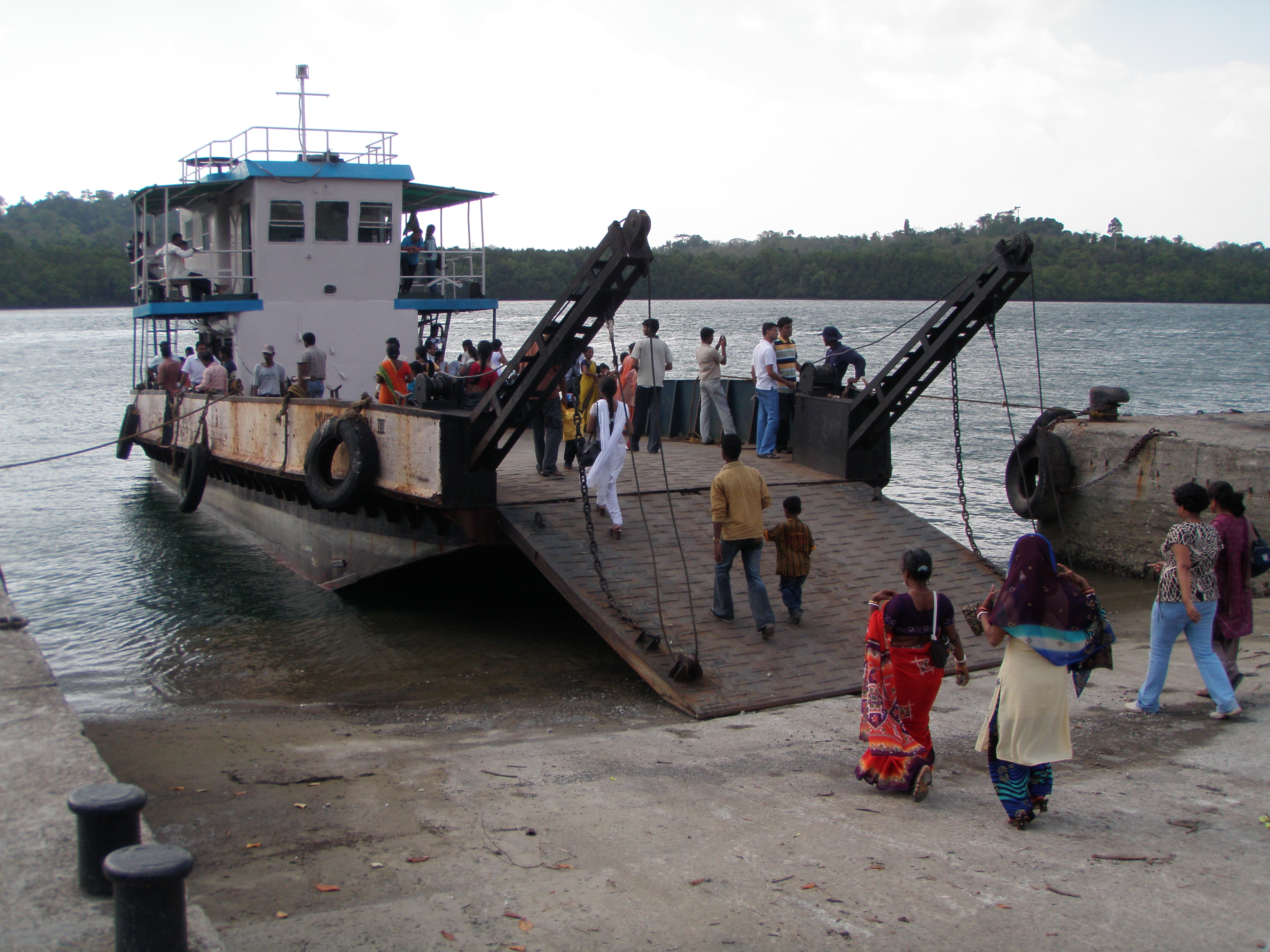
Traghetto di collegamento dell'isola

## Trasporti
L'isola è collegata dalla Andaman Trunk Road che attraversa la densa foresta. Due traghetti fanno la traversata verso le isole vicine.

## Demografia
La popolazione di Baratang si divide in diversi villaggi, tra cui Adozig e Rangat. Secondo il censimento del 2011, l'isola conta 5 691 abitanti. Il grado di alfabetizzazione effettivo (escludendo i bambini di età inferiore a 6 anni) è del 100%.

## Turismo
Il settore turistico, grazie alle caverne e al vulcano di fango, è fiorente a Baratang, anche se il numero di alloggi è limitato. Sono attrazioni turistiche anche Parrot Island e la spiaggia di Baludera. Lungo la Andaman Trunk Road è possibile incontrare i Jarawa, la popolazione indigena dell'isola. Fino al 1998, i Jarawa erano riusciti a mantenere il loro isolamento dal mondo esterno, ma la nuova strada che taglia attraverso il loro territorio ancestrale, trasportando i turisti, ha fortemente colpito il loro modo di vita, rendendoli soggetti a malattie e alla distruzione del loro habitat.

## Galleria d'immagini

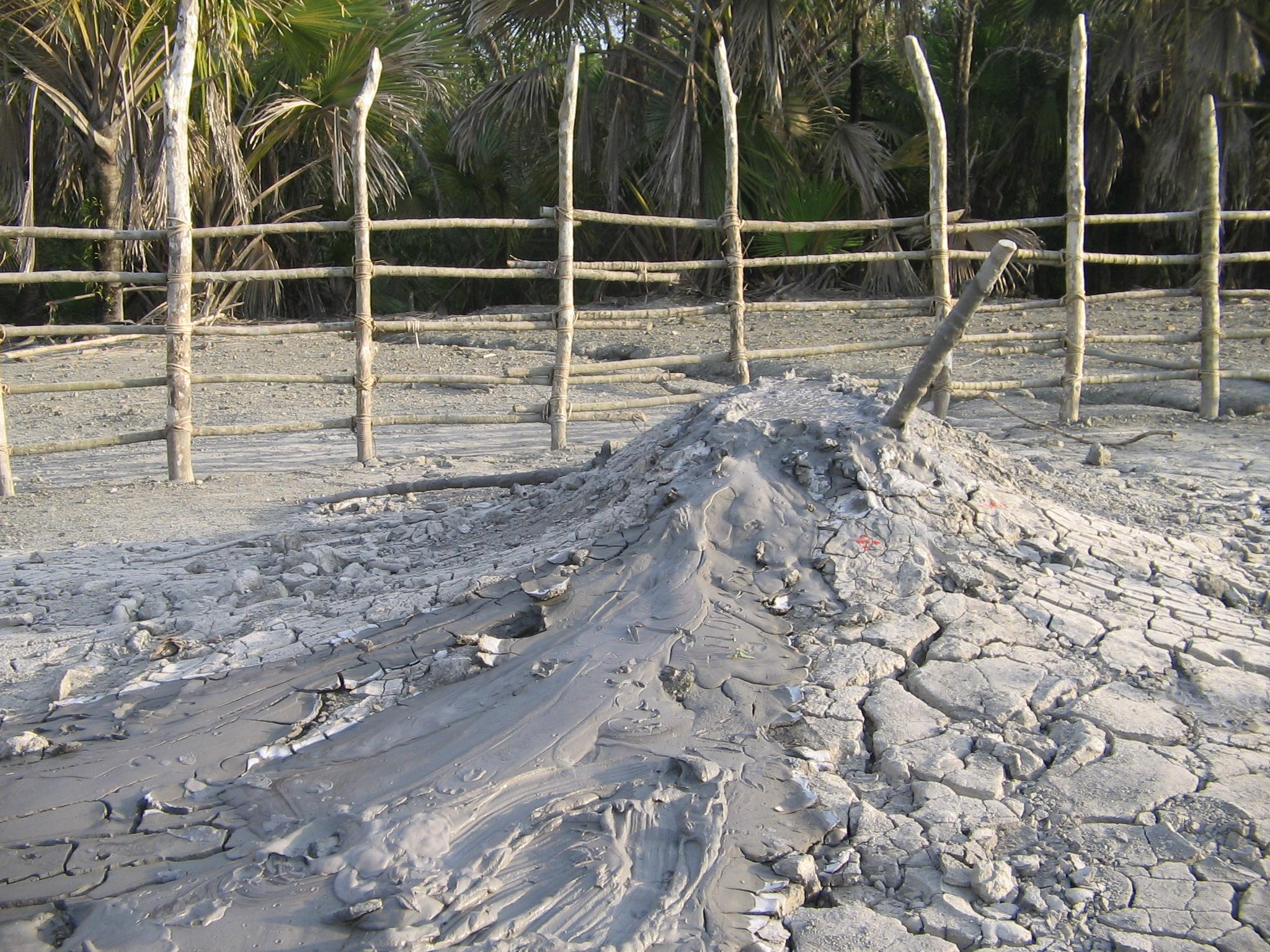
Vulcano di fango
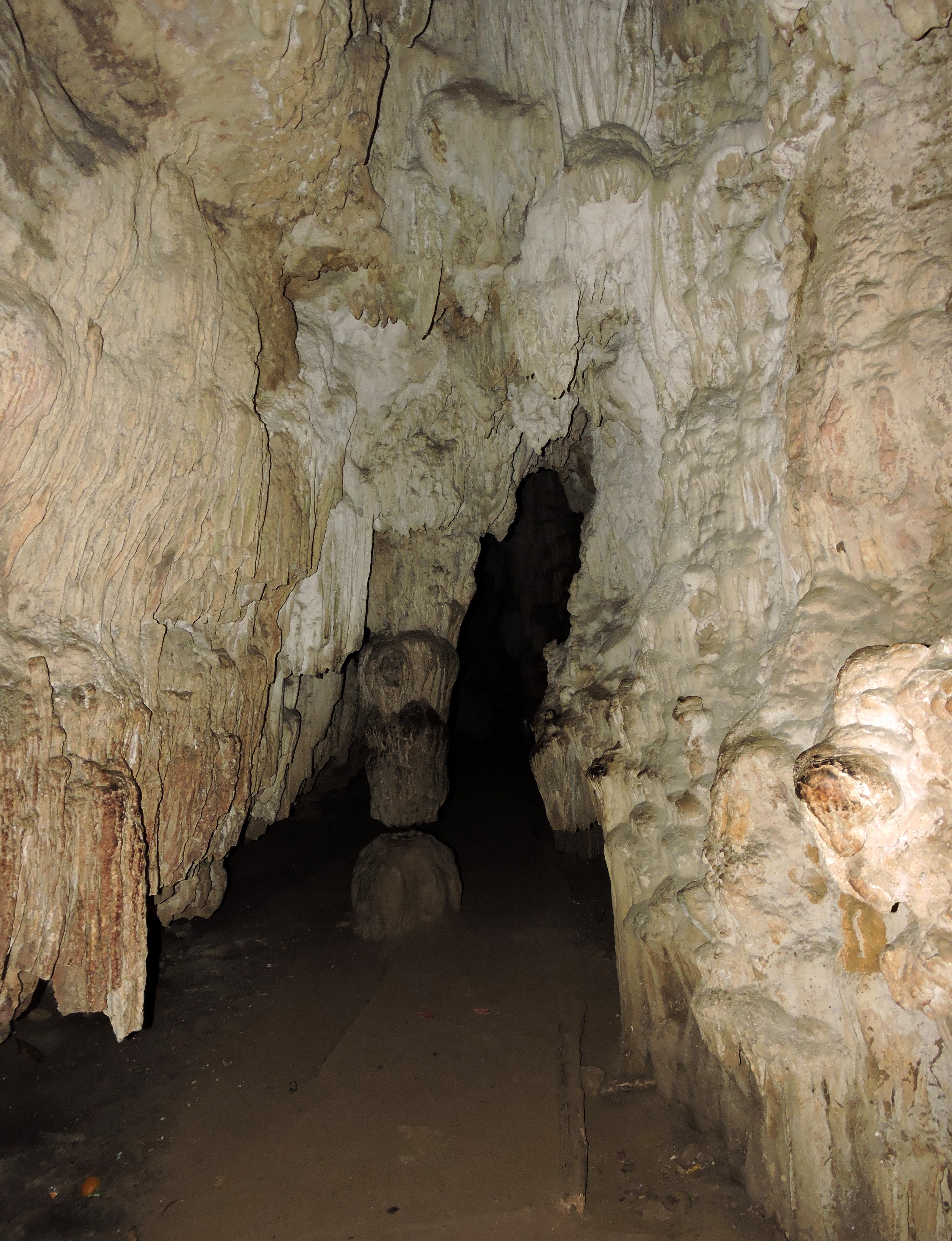
Grotta
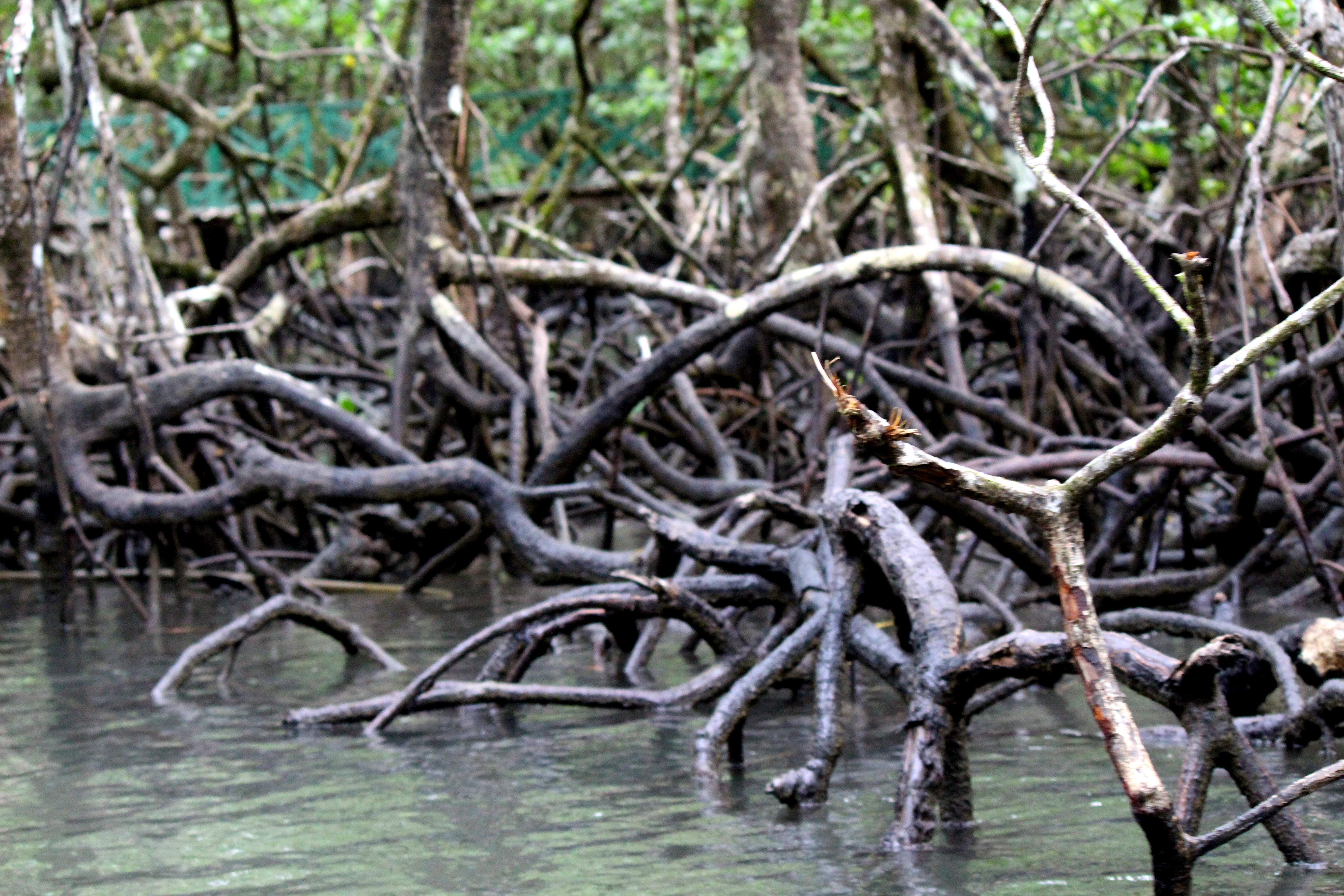
Mangrovie sull'isola
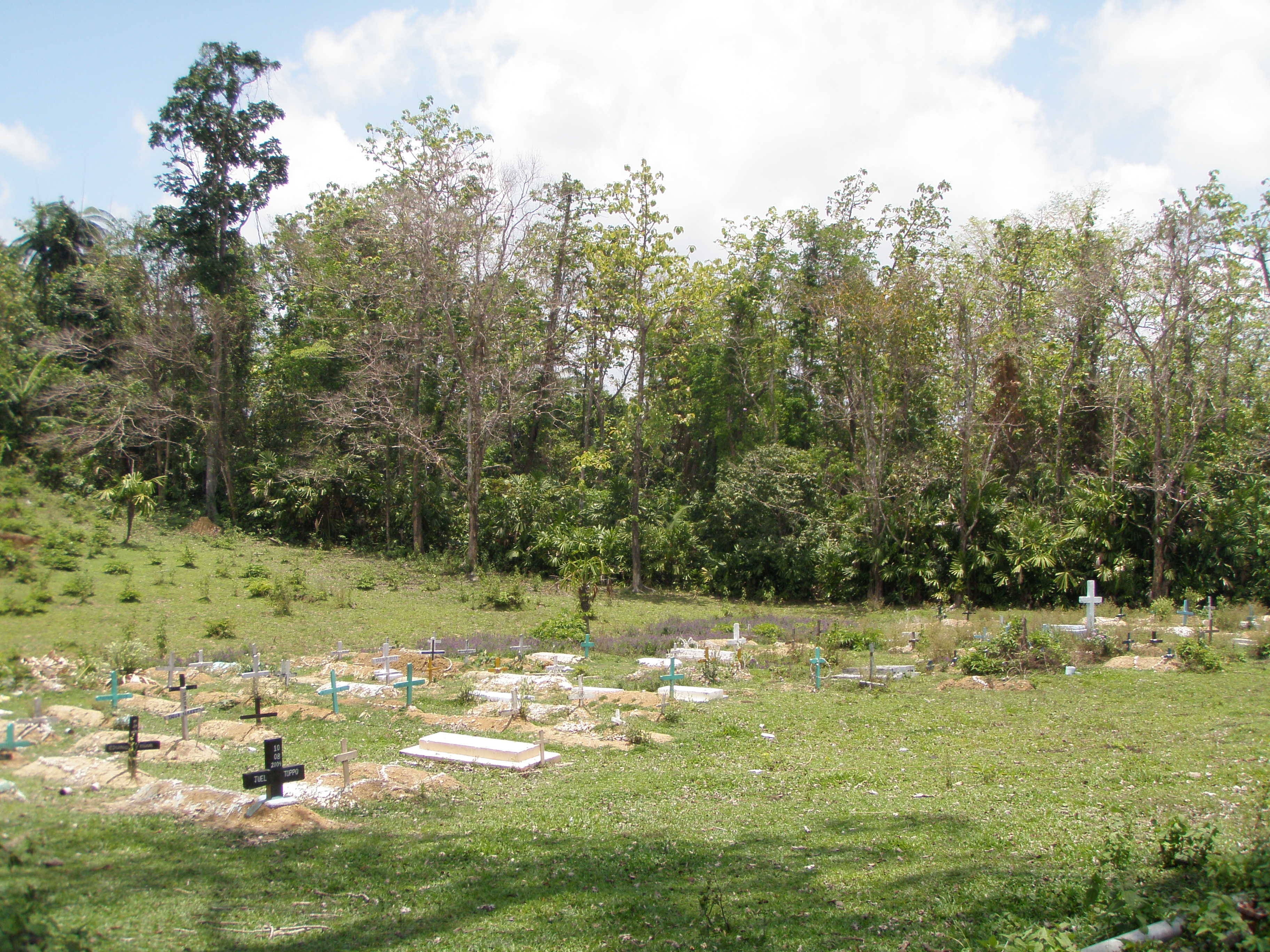
Cimitero